# أهلا، اسمي دوريس
أهلا إسمي دوريس (بالإنجليزية: Hello, My Name Is Doris)‏ هو فيلم رومانسي كوميدي أمريكي تم إنتاجه في سنة 2016 وهو من إخراج مايكل شوالتر وبطولة سالي فيلد وماكس غرينفايلد وبيث برس وويندي ماكليندون كوفي وإليزابيث ريزر وناتاشا ليون.

## القصة
تدور أحداث القصة حول وقوع سيدة كبيرة في السن في غرام أحد العاملين معها، لكن من تقع في غرامه هو شاب يصغرها كثيرًا، تحاول (دوريس ميلر) أن توقعه في شباكها لتصبح محل انتقاد من المحيطين بها ومن المجتمع بشكل عام.

## البطولة
- سالي فيلد بدور دوريس ميلر
- ماكس غرينفايلد بدور جون فريمون
- بيث برس بدور بروكلين
- تين ديلي بدور روز
- ويندي ماكليندون كوفي بدور سينثيا
- ستيفن روت بدور تود
- إليزابيث ريزر بدور دكتور إدواردس
- بيتر غالاغر بدور ويلي وليامس
- ناتاشا ليون بدور سالي
- إيزابيل أكريس بدور فيفيان
- كارولين هارون بدور فال
- كميل نانجياني بدور نصير
- ريتس سومر بدور روبرت
- ريبيكا ويزوكي بدور آن
- كايل موني بدور نايلس
- نامدي أسومغا بدور شاكا
- روز راين بدور الممرضة
- آنا أكانا بدور الفتاة المدونة
- إيمي أوكودا بدور ديس
- جاك أنتونوف بدور عضو فرقة بيبي غويا

## التقييم
حصل الفيلم على تقييم 83% في موقع الطماطم الفاسدة من أصل 100 مراجعة وأثنى معظم النقاد على الدور الرائع الذي قدمته سالي فايلد في الفيلم. وعلى موقع ميتاكريتيك على درجة 63 من 100 وحاز على 25 نقد معظمها إيجابي.

## وصلات خارجية
- أهلا، اسمي دوريس على موقع IMDb (الإنجليزية)
- أهلا، اسمي دوريس على موقع ميتاكريتيك (الإنجليزية)
- أهلا، اسمي دوريس على موقع روتن توميتوز (الإنجليزية)
- أهلا، اسمي دوريس على موقع قاعدة بيانات الأفلام العربية
- أهلا، اسمي دوريس على موقع ألو سيني (الفرنسية)
- أهلا، اسمي دوريس على موقع أول موفي (الإنجليزية)
- أهلا، اسمي دوريس على موقع بوكس أوفيس موجو (الإنجليزية)
- أهلا، اسمي دوريس على موقع فيلمافينيتي (الإسبانية)
- أهلا، اسمي دوريس على موقع قاعدة بيانات الفيلم (الإنجليزية)
- أهلا، اسمي دوريس على موقع ليتربوكسد (الإنجليزية)

- أهلا، إسمي دوريس على قاعدة بيانات الأفلام على الإنترنت
- الموقع الرسمي